# Michel Rojkind
Michel Rojkind Halpert (Ciudad de México, 18 de diciembre de 1969) es un destacado arquitecto mexicano y socio fundador de Rojkind Arquitectos, un despacho de diseño y arquitectura en México. Reconocido por Architectural Record como uno de los diez despachos líderes en la arquitectura vanguardista, Rojkind ha sido ampliamente destacado en publicaciones internacionales como The New York Times, Líderes Mexicanos, Forbes, entre otros.

## Trayectoria
Michel Rojkind estudió arquitectura en el Departamento de Arquitectura y Urbanismo de la Universidad Iberoamericana, aunque no cuenta con un título o cédula profesional como arquitecto. En 2002, fundó Rojkind Arquitectos y ha participado en diversos proyectos internacionales de gran escala en países como México, Estados Unidos, Canadá, Kuwait, China, Dubái, Singapur y España. Ha sido profesor invitado en el Instituto de Arquitectura de California del Sur (SCI-Arc), en Los Ángeles, California, y en el Instituto de Arquitectura Avanzada de Cataluña (IAAC), en Barcelona. Además, ha sido jurado en certámenes internacionales y ha presentado conferencias en numerosas ciudades.
En 2005, Rojkind Arquitectos fue reconocido por Architectural Record’s “Design Vanguard” como una de las 10 firmas internacionales del año, consolidando su posición en el panorama global. En México, sus proyectos emblemáticos como el Museo del Chocolate (2007), la Cineteca Nacional del Siglo XXI (2012), Mercado Roma (2014), HighPark (2015), Foro Boca (2017) y The Ledger en Bentonville, Arkansas (2022), han redefinido el paisaje urbano y cultural.
Su trabajo ha sido celebrado en publicaciones como The New York Times, Wallpaper, Architectural Digest y Forbes. En 2010, fue destacado como “Faces to Watch” por el Los Angeles Times y elegido como "Emerging Voices" por la Liga de Arquitectura de Nueva York. En 2011, la revista Wallpaper lo incluyó entre los 150 creativos más influyentes de los últimos 15 años. La revista Negocios ProMéxico lo nombró entre los 50 Nombres Mexicanos en la Escena Creativa Global. Forbes lo ha reconocido repetidamente como "uno de los arquitectos más influyentes en la escena mexicana contemporánea".
En 2017, The New York Times lo destacó en “A Generation of Architects Making Its Mark at Dizzying Speed”. En 2021, fue incluido en la lista de “The World’s Most Inspiring People” por la revista 000M, y en 2022, Forbes México lo reconoció entre “Los 100 mexicanos más creativos en el mundo”.
Además de su carrera arquitectónica, Rojkind también es un talentoso músico baterista, habiendo formado parte de la banda de pop-rock Aleks Syntek y la Gente Normal.

## Principales obras
- Cineteca Nacional, Ciudad de México, 2000.
- Casa F2, Condado de Sayavedra, Atizapán de Zaragoza, Estado de México, 2001.
- Tlaxcala 190, Colonia Condesa, Delegación Cuauhtémoc, Ciudad de México, 2002.
- Departamento MP3, Colonia Condesa, Ciudad de México, 2003.
- Casa PR34, Tecamachalco, Estado de México, 2003.
- Oficinas Falcón I, San Ángel, Ciudad de México, 2003.
- Sede central de Falcon, San Ángel, Ciudad de México, 2004.
- Bar Boska, San Jerónimo Lídice, Ciudad de México, 2004.
- Edificio Michelet, Nueva Anzures, Ciudad de México, 2007.
- Museo del Chocolate Nestlé, Toluca, Estado de México, 2007.
- Nestlé Application Group, Querétaro, 2009.
- Portal of Awareness Nescafé, Reforma, Ciudad de México, 2012.
- Cineteca Nacional del siglo XXI, Ciudad de México, 2013.
- Chedraui Santa Fe, Santa Fe, Ciudad de México, 2013.
- Casa Amanali, Tepeji del Río, Hidalgo, 2013.
- Mercado Roma Ciudad de México, 2014.
- Liverpool Insurgentes, Ciudad de México, 2014.
- Oficinas Falcón II, San Ángel, Ciudad de México, 2014.
- High Park, Monterrey, Nuevo León, 2015.
- Hybrid Hut, Winnipeg, Canadá, 2015.
- Foro Boca, Boca del Río, Veracruz, 2017.

### En colaboración
- Tori Tori Restaurante Polanco, Polanco, Ciudad de México, 2010. Rojkind Arquitectos + Esrawe Studio
- Liverpool Interlomas, Interlomas, Estado de México, 2011. Rojkind Arquitectos + Gerardo Salinas
- Transformadora Ciel, Ciudad de México, 2012. Rojkind Arquitectos + AGENT
- Tori Tori Restaurante Altavista, Altavista, Ciudad de México, 2016. Rojkind Arquitectos + Esrawe Studio
- Síclo, Ciudad de México, 2016. Rojkind Arquitectos + Cadena y Asociados
- Guerrero 108, Ciudad de México, 2018. Rojkind Arquitectos + Gerardo Salinas + Agustín Pereyra + VOX Arquitectura
- Casa Pasiddhi, Estado de México, 2022. Rojkind Arquitectos + Agustín Pereyra + Inocente Colectivo
- Wander 2.0, Malinalco, Estado de México, 2021. Rojkind Arquitectos + Wander + Amasa Estudio + TUUX
- The Ledger, Bentonville, Arkansas, 2022. Rojkind Arquitectos + Marlon Blackwell + Callaghan Horiuchi
- Vinícola Pictograma, Valle de Guadalupe, Baja California, 2023. Rojkind Arquitectos + Amasa Estudio